# آشر مونرو
آشر مونرو (بالإنجليزية: Asher Monroe)‏ هو عازف قيثارة ومغن ومؤلف وملحن وممثل أمريكي، ولد في 18 سبتمبر 1988 بمقاطعة أرلنغتون في الولايات المتحدة.

## وصلات خارجية
- آشر مونرو على موقع IMDb (الإنجليزية)
- آشر مونرو على موقع ألو سيني (الفرنسية)
- آشر مونرو على موقع ميوزك برينز (الإنجليزية)
- آشر مونرو على موقع ميوزك برينز (الإنجليزية)
- آشر مونرو على موقع أول موفي (الإنجليزية)
- آشر مونرو على موقع قاعدة بيانات الأفلام السويدية (السويدية)
- آشر مونرو على موقع أول ميوزيك (الإنجليزية)
- آشر مونرو على موقع أول ميوزيك (الإنجليزية)
- آشر مونرو على موقع ديسكوغز (الإنجليزية)
- آشر مونرو على موقع قاعدة بيانات الفيلم (الإنجليزية)